# Zane Jordan
Zane Jordan (Mufulira, 18 luglio 1991) è un nuotatore zambiano.

## Biografia
È cresciuto in Zambia con i suoi genitori e quattro fratelli prima di trasferirsi in Inghilterra all'età di 7 anni. Sua madre è inglese. La famiglia in seguito si trasferì in Australia.
Ha partecipato ai mondiali di Melbourne 2007 e Roma 2009.
Ha rappresentato lo Zambia ai Giochi olimpici estivi di Pechino 2008, dove è stato eliminato in batteria con il 65º tempo nei 50 m stile libero.
Ai mondiali di Shanghai 2011 si è piazzato 28º nei 50 m dorso e 46º nei 100 m dorso.
Alle Olimpiadi di Londra 2012 ha ottenuto il 43º nei 100 m dorso.